# مجلس الوزراء الكويتي (يناير 2009)
قام الشيخ ناصر المحمد الأحمد الصباح باختيار الحكومة السادسة والعشرون  في تاريخ الكويت في يوم 12 يناير 2009، وقد أدت الحكومة اليمين الدستورية الأمير الشيخ صباح الأحمد الصباح في نفس اليوم في قصر السيف ، وهي خامس حكومة في عهد الشيخ صباح الأحمد الصباح والخامسة برئاسة ناصر المحمد الأحمد الصباح، وتضم الحكومة 14 وزيرا استمر منهم 12 وزير من الحكومة السابقة بينما كان الوزراء الجدد هما روضان الروضان ونبيل بن سلامة، وتضم الحكومة نائبين في مجلس الأمة الكويتي 2008 هما حسين الحريتي وروضان الروضان، والوزراء الذين خرجوا من الحكومة هم عبد الرحمن الغنيم وعلي البراك ومحمد العليم ، وقد أدت الحكومة اليمين الدستورية أمام مجلس الأمة الكويتي 2008 في 13 يناير 2009 وفقا للمادة 91 من الدستور.

## الحكومة
| الوزير                    | المنصب                                                      |
| ------------------------- | ----------------------------------------------------------- |
| ناصر المحمد الأحمد الصباح | رئيس مجلس الوزراء                                           |
| جابر المبارك الصباح       | نائب أول لرئيس مجلس الوزراء ووزير الدفاع                    |
| محمد صباح السالم الصباح   | نائب لرئيس مجلس الوزراء ووزير الخارجية ووزير النفط بالوكالة |
| فيصل الحجي بوخضور         | نائب لرئيس مجلس الوزراء ووزير الدولة لشؤون مجلس الوزراء     |
| أحمد باقر                 | وزير للتجارة والصناعة ووزير الدولة لشؤون مجلس الأمة         |
| بدر الدويلة               | وزير الشؤون الاجتماعية والعمل                               |
| جابر الخالد الصباح        | وزير الداخلية                                               |
| حسين الحريتي              | وزير العدل ووزير الأوقاف والشؤون الإسلامية                  |
| روضان الروضان             | وزير الإعلام                                                |
| فاضل صفر                  | وزير الأشغال العامة ووزير الدولة لشؤون البلدية              |
| مصطفى الشمالي             | وزير المالية                                                |
| موضي الحمود               | وزير الدولة لشؤون الإسكان ووزير الدولة لشؤون التنمية        |
| نبيل بن سلامه             | وزير للكهرباء والماء ووزير للمواصلات                        |
| نورية الصبيح              | وزير للتربية والتعليم العالي                                |

### التعديلات والاستقالات في التشكيل الوزاري

#### في9 فبراير2009
- تعين الشيخ أحمد عبد الله الأحمد الصباح وزيراً للنفط بدلاً من الشيخ محمد صباح السالم الصباح.